# Klättersmyg
Klättersmyg (Acanthisitta chloris) är en fågel i familjen klippsmygar inom ordningen tättingar.

## Utseende och läte
Klättersmygen är Nya Zeelands allra minsta fågel. Den har korta vingar, stubbad stjärt och en svart uppåtböjd slank näbb. Hanen är mindre än honan, med bjärt grönt på huvud och rygg. Honan är istället huvudsakligen gulbrun. Fågeln yttrar nästan konstant ett ljust "zipt", "pip" eller "chuck", ofta ohörbart för människor. Den skiljs från bergklippsmygen genom mindre storlek och kortare ben.

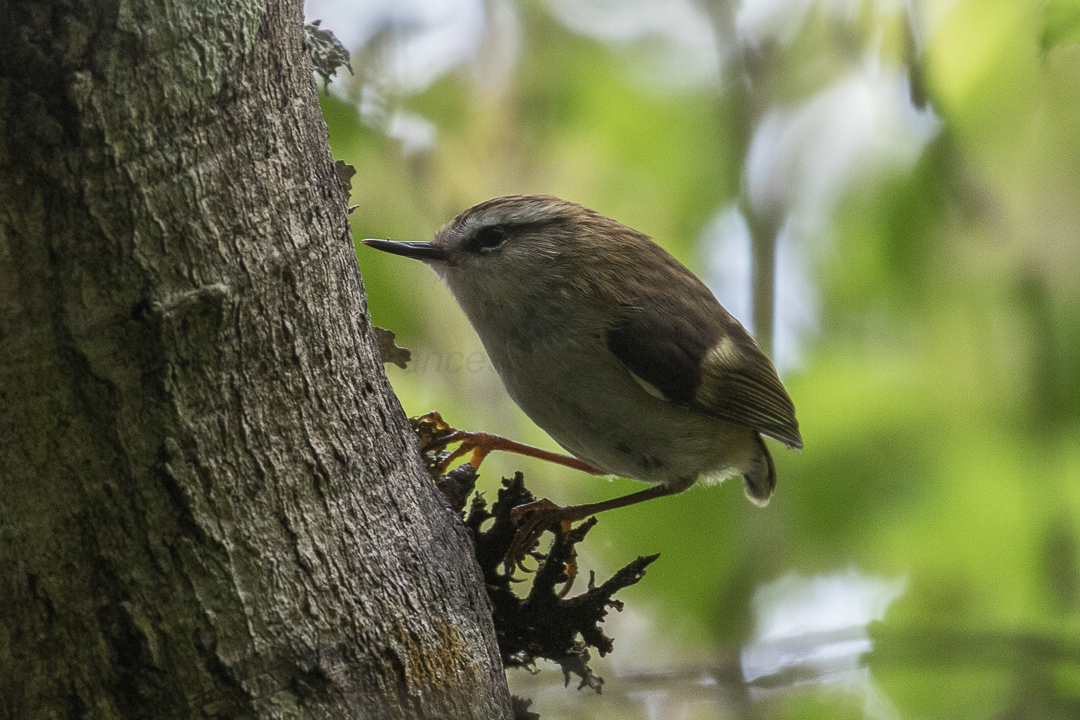

## Utbredning och systematik
Klättersmygen placeras som enda art i släktet Acanthisitta. Den förekommer i Nya Zeeland och delas in i två underarter med följande utbredning:
- Acanthisitta chloris granti – förekommer på Nordön, Great Barrier Island och Little Barrier Island
- Acanthisitta chloris chloris – förekommer på Sydön, Stewart Island och Codfish Island

## Levnadssätt
Klättersmygen hittas i stånd av uppvuxen skog och i buskmarker. Där är den i konstant rörelse över trädstammar och uppe i trädkronorna. Bestånden är tätare i högre belägen skog med sydbok.

## Status och hot
Arten har ett stort utbredningsområde, men tros minska i antal, dock inte tillräckligt kraftigt för att den ska betraktas som hotad. Internationella naturvårdsunionen IUCN listar arten som livskraftig (LC).